# 羟甲烟胺
羟甲烟胺是一种含氮有机化合物，分子式C
7H
8N
2O，为烟酰胺（维生素B3组分之一）的代谢产物。